# Бенценшвиль
Бенценшвиль (нем. Benzenschwil) — населённый пункт в Швейцарии, входит в состав коммуны Мереншванд округа Мури в кантоне Аргау.
Население составляет 547 человек (на 31 декабря 2007 года).
До 2011 года был самостоятельной коммуной (официальный код — 4225). 1 января 2012 года присоединён к коммуне Мереншванд.